# Nati nel 1814
| Questa pagina contiene informazioni ricavate automaticamente dalle voci biografiche con l'ausilio del template Bio e di un bot. L'aggiornamento è periodico e automatico e ricostruisce completamente la pagina. Se manca una persona in questa lista, sei pregato di non aggiungerla, ma accertati piuttosto che la sua voce biografica contenga il template Bio e che i dati anagrafici siano correttamente compilati. Se il template Bio manca, inseriscilo tu stesso o, in alternativa, metti l'avviso {{tmp\|Bio}} che ne segnala la mancanza. Se i dati riportati sono sbagliati, correggi direttamente la voce biografica; le modifiche saranno visibili in questa lista entro pochi giorni. Per chiarimenti vedi il progetto biografie. La lista contiene solo le 372 persone che sono citate nell'enciclopedia e per le quali è stato implementato correttamente il template Bio. Pagina aggiornata al 18 ago 2025. |

## Gennaio(41)
- 1º gennaio - Hong Xiuquan, generale cinese († 1864)
- 3 gennaio - Luigi Premazzi, pittore italiano († 1891)
- 5 gennaio - Melchor Ocampo, politico, giurista e scienziato messicano († 1861)
- 6 gennaio - Augusto Chapdelaine, missionario francese († 1856)
- 9 gennaio - Émile Perrin, direttore teatrale e pittore francese († 1885)
- 10 gennaio - Paolo Bovi Campeggi, patriota italiano († 1874)
- 11 gennaio - Charles Baker Adams, geologo, naturalista e educatore statunitense († 1853)
- 11 gennaio - James Paget, chirurgo e patologo inglese († 1899)
- 12 gennaio - Elena Andreevna Fadeeva Hahn, scrittrice russa († 1843)
- 13 gennaio - Michelangelo Celesia, cardinale e arcivescovo cattolico italiano († 1904)
- 14 gennaio - Luigi Dottesio, patriota italiano († 1851)
- 14 gennaio - Michele Pironti, politico e patriota italiano († 1885)
- 15 gennaio - Pierre-Jules Hetzel, editore francese († 1886)
- 15 gennaio - Ludwig Schläfli, matematico svizzero († 1895)
- 16 gennaio - Pontus Brevern-de la Gardie, generale e nobile russo († 1890)
- 16 gennaio - Josip Mihalović, cardinale e arcivescovo cattolico croato († 1891)
- 17 gennaio - James Cochran Dobbin, politico statunitense († 1857)
- 17 gennaio - Hippolyte Lucas, entomologo e aracnologo francese († 1899)
- 17 gennaio - Ludwik Mierosławski, rivoluzionario, generale e scrittore polacco († 1878)
- 17 gennaio - Ellen Wood, scrittrice britannica († 1887)
- 19 gennaio - Giovanni Dossena, avvocato e politico italiano († 1899)
- 20 gennaio - Rodolfo Audinot, politico italiano († 1874)
- 20 gennaio - Enrico Avigdor, politico italiano († 1871)
- 20 gennaio - David Wilmot, politico e giudice statunitense († 1868)
- 21 gennaio - Johann Georg Theodor Grässe, bibliografo e storico della letteratura tedesco († 1885)
- 22 gennaio - Eduard Zeller, storico della filosofia tedesco († 1908)
- 23 gennaio - Alexander Cunningham, archeologo e numismatico britannico († 1893)
- 24 gennaio - Pierre-Frédéric Dorian, politico e imprenditore francese († 1873)
- 24 gennaio - Elena di Meclemburgo-Schwerin, duchessa († 1858)
- 25 gennaio - Luigi Mezzacapo, generale, patriota e politico italiano († 1885)
- 25 gennaio - Francis Harrison Pierpont, politico statunitense († 1899)
- 27 gennaio - Samuel Cutler Ward, politico statunitense († 1884)
- 27 gennaio - Carlo Giordano, politico italiano († 1883)
- 27 gennaio - Giovanni Prati, poeta e politico italiano († 1884)
- 27 gennaio - Eugène Viollet-le-Duc, architetto e restauratore francese († 1879)
- 28 gennaio - Marie-Cornélie Falcon, soprano francese († 1897)
- 28 gennaio - Luigi Lavizzari, naturalista, geologo e politico svizzero († 1875)
- 28 gennaio - Vittorio Sacchi, magistrato, prefetto e politico italiano († 1899)
- 29 gennaio - Adelelmo Cocastelli di Montiglio, letterato e botanico italiano († 1881)
- 30 gennaio - Salvatore Giovanni Battista Bolognesi, vescovo cattolico italiano († 1899)
- 30 gennaio - Ferdinand Schichau, ingegnere e imprenditore tedesco († 1896)

## Febbraio(31)
- 1º febbraio - James Malcolm Rymer, scrittore britannico († 1884)
- 1º febbraio - Candido Augusto Vecchi, storico, patriota e militare italiano († 1869)
- 2 febbraio - Adolph von Brenner-Felsach, diplomatico e nobile austriaco († 1883)
- 2 febbraio - Antonio Giovanola, politico italiano († 1882)
- 4 febbraio - Hermann Gundert, missionario tedesco († 1893)
- 5 febbraio - Costantino Reta, politico italiano († 1858)
- 6 febbraio - Edward Sorin, presbitero francese († 1893)
- 7 febbraio - Gardner Quincy Colton, inventore, dentista e showman statunitense († 1898)
- 8 febbraio - Carl Paul Caspari, storico, saggista e docente norvegese († 1892)
- 8 febbraio - Horatio Nelson White, architetto statunitense († 1892)
- 8 febbraio - Juan Rafael Mora Porras, politico costaricano († 1860)
- 9 febbraio - Samuel J. Tilden, politico e avvocato statunitense († 1886)
- 11 febbraio - Raffaele Gagliardi, vescovo cattolico, teologo e letterato italiano († 1880)
- 12 febbraio - Amatore Sciesa, patriota italiano († 1851)
- 12 febbraio - Carlo Verga, prefetto e politico italiano († 1894)
- 12 febbraio - Jenny von Westphalen, nobildonna tedesca († 1881)
- 13 febbraio - Emilio Broglio, politico italiano († 1892)
- 13 febbraio - Vincenzo Ricasoli, politico, agronomo e patriota italiano († 1891)
- 14 febbraio - Charles-Philippe Place, cardinale e arcivescovo cattolico francese († 1893)
- 17 febbraio - Giacomo Astengo, politico italiano († 1884)
- 18 febbraio - Joseph-Eugéne Allet, ufficiale svizzero († 1878)
- 21 febbraio - Nicolò Gabrielli, compositore italiano († 1891)
- 22 febbraio - Henry Baldwin, politico statunitense († 1892)
- 22 febbraio - Aleksej Andreevič Chovanskij, filologo e linguista russo († 1899)
- 23 febbraio - Marcantonio V Borghese, nobile romano († 1886)
- 23 febbraio - Saverio Gerbino, vescovo cattolico italiano († 1898)
- 25 febbraio - Riccardo di Castelvecchio, commediografo italiano († 1894)
- 26 febbraio - Charles Sainte-Claire Deville, geologo francese († 1876)
- 27 febbraio - Robert Turnbull Macpherson, fotografo scozzese († 1872)
- 28 febbraio - Alessandro Antongini, patriota italiano († 1889)
- 28 febbraio - William Henry Giles Kingston, scrittore britannico († 1880)

## Marzo(28)
- 1º marzo - Domenico Genoino, imprenditore e politico italiano († 1869)
- 1º marzo - Rosendo Salvado, vescovo cattolico, abate e missionario spagnolo († 1900)
- 2 marzo - Luigi Orlando, ingegnere e politico italiano († 1896)
- 3 marzo - Louis Buvelot, pittore svizzero († 1888)
- 4 marzo - Giuseppe Devincenzi, politico e imprenditore italiano († 1903)
- 5 marzo - Wilhelm von Giesebrecht, storico tedesco († 1889)
- 5 marzo - James Howard, nobile e politico britannico († 1882)
- 7 marzo - Tommaso Corsi, avvocato e politico italiano († 1891)
- 7 marzo - Ferdinando Monroy, principe di Pandolfina, politico italiano († 1897)
- 7 marzo - John Howard Raymond, educatore statunitense († 1878)
- 9 marzo - John Evans, politico e medico statunitense († 1897)
- 9 marzo - Taras Hryhorovyč Ševčenko, poeta, scrittore e patriota ucraino († 1861)
- 10 marzo - Alessandro Capanna, francescano e compositore italiano († 1892)
- 10 marzo - Francesco Minà Palumbo, medico, naturalista e illustratore italiano († 1899)
- 10 marzo - Julián Sanz del Río, filosofo, giurista e pedagogo spagnolo († 1869)
- 11 marzo - Ludovico da Casoria, religioso italiano († 1885)
- 13 marzo - Clara Maffei, patriota italiana († 1886)
- 14 marzo - Udo Gebhard Ferdinand von Alvensleben, storico tedesco († 1879)
- 16 marzo - Giulio Alary, compositore italiano († 1891)
- 16 marzo - Rudolf Dietsch, filologo classico e linguista tedesco († 1875)
- 16 marzo - Rafael Tristany, militare spagnolo († 1899)
- 17 marzo - Gaetano Cacciatore, astronomo italiano († 1889)
- 18 marzo - Paolo Franzini Tibaldeo, generale italiano († 1879)
- 19 marzo - Joseph-Eugène Lacroix, architetto francese († 1873)
- 22 marzo - Thomas Crawford, scultore statunitense († 1857)
- 23 marzo - Gertrudis Gómez de Avellaneda, scrittrice cubana († 1873)
- 27 marzo - Charles Mackay, giornalista, poeta e paroliere scozzese († 1889)
- 30 marzo - Domenico Turano, vescovo cattolico italiano († 1885)

## Aprile(24)
- 1º aprile - János Erdélyi, poeta, critico letterario e scrittore ungherese († 1868)
- 3 aprile - Lorenzo Snow, presbitero statunitense († 1901)
- 5 aprile - Felix von Lichnowski, politico tedesco († 1848)
- 6 aprile - Miklós Ybl, architetto tedesco († 1891)
- 7 aprile - Prospero Moisè Loria, imprenditore e filantropo italiano († 1892)
- 8 aprile - Antoine Frédéric Spring, medico tedesco († 1872)
- 10 aprile - Filippo Abignente, politico italiano († 1887)
- 13 aprile - Teodolinda di Leuchtenberg, nobile († 1857)
- 14 aprile - Henri Lehmann, pittore tedesco († 1882)
- 14 aprile - Antonio Spezia, ingegnere e architetto italiano († 1892)
- 15 aprile - Anna Davidovna Abamelik-Lazareva, traduttrice e poetessa russa († 1889)
- 15 aprile - Karl Goedeke, germanista, scrittore e giornalista tedesco († 1887)
- 17 aprile - August Grisebach, botanico tedesco († 1879)
- 19 aprile - Amédée Achard, romanziere e drammaturgo francese († 1875)
- 20 aprile - Filippo De Filippi, zoologo, medico e viaggiatore italiano († 1867)
- 20 aprile - Georgiana Houghton, artista e sensitiva spagnola († 1884)
- 20 aprile - Ferdinando Rosellini, politico, matematico e botanico italiano († 1872)
- 21 aprile - Louis-Auguste Bisson, fotografo francese († 1876)
- 21 aprile - Angela Burdett-Coutts, filantropa inglese († 1906)
- 25 aprile - José Balta, politico peruviano († 1872)
- 27 aprile - John Beresford, IV marchese di Waterford, politico irlandese († 1866)
- 28 aprile - Louis Madeleine Edouard Dupin de Saint-Andrè, militare francese († 1866)
- 28 aprile - Alessandro Porro, politico italiano († 1879)
- 30 aprile - Franz Kiwisch von Rotterau, ginecologo austriaco († 1852)

## Maggio(36)
- 1º maggio - Karl von Auersperg, politico boemo († 1890)
- 1º maggio - Biagio Placidi, politico e scrittore italiano († 1908)
- 1º maggio - Alphonse Marie Ratisbonne, avvocato e presbitero francese († 1884)
- 2 maggio - Domenico Caldara, pittore italiano († 1897)
- 2 maggio - Gerolamo Maglione, politico italiano († 1895)
- 3 maggio - Wilmer McLean, agricoltore statunitense († 1882)
- 4 maggio - Margherita Barezzi, italiana († 1840)
- 4 maggio - François-Auguste Ravier, pittore francese († 1895)
- 5 maggio - Federico Carlo I di Hohenlohe-Waldenburg-Schillingsfürst, nobile tedesco († 1884)
- 6 maggio - Heinrich Wilhelm Ernst, violinista e compositore ceco († 1865)
- 9 maggio - Maria Luisa Carlotta d'Assia-Kassel, principessa tedesca († 1895)
- 10 maggio - Luigi Bisi, pittore e docente italiano († 1886)
- 10 maggio - Stanislas Verroust, compositore e oboista francese († 1863)
- 11 maggio - Michele Angelo Balegno di Carpeneto, militare italiano († 1859)
- 11 maggio - Domenico Capitanio, abate, predicatore e scrittore italiano († 1899)
- 12 maggio - Adolf von Henselt, compositore e pianista tedesco († 1889)
- 13 maggio - Aleksander Lesser, pittore, illustratore e critico d'arte polacco († 1884)
- 14 maggio - Siméon-François Berneux, missionario, vescovo cattolico e santo francese († 1866)
- 15 maggio - Antoine Chintreuil, pittore francese († 1873)
- 16 maggio - Cornelis Nagtglas, politico olandese († 1897)
- 18 maggio - Carl Bergmann, fisiologo, anatomista e biologo tedesco († 1865)
- 18 maggio - Anatole Chabouillet, numismatico francese († 1899)
- 18 maggio - Jean Louis Metman, generale francese († 1889)
- 21 maggio - Jean-Baptiste Henri Durand-Brager, pittore, incisore e fotografo francese († 1879)
- 21 maggio - Louis Janmot, pittore e poeta francese († 1892)
- 22 maggio - Amalia Lindegren, pittrice svedese († 1891)
- 22 maggio - Ermanno di Wied, principe († 1864)
- 23 maggio - Charles de Lorencez, generale francese († 1892)
- 23 maggio - Luigi Bompani, chirurgo e naturalista italiano († 1879)
- 24 maggio - Adalbert von Bredow, ufficiale tedesco († 1890)
- 26 maggio - Heinrich Geissler, fisico tedesco († 1879)
- 26 maggio - Marcellino Roda, architetto del paesaggio italiano († 1892)
- 28 maggio - Constantin Joseph Cornée, militare francese († 1875)
- 30 maggio - Michail Bakunin, anarchico, filosofo e rivoluzionario russo († 1876)
- 30 maggio - Eugène Charles Catalan, matematico belga († 1894)
- 30 maggio - Edmond de Biéville, drammaturgo e giornalista francese († 1880)

## Giugno(18)
- 1º giugno - François Ponsard, drammaturgo francese († 1867)
- 3 giugno - Luigi Michiel, politico italiano († 1904)
- 5 giugno - Pierre-Laurent Wantzel, matematico francese († 1848)
- 7 giugno - Henry Drummond-Hay, naturalista e ornitologo scozzese († 1896)
- 8 giugno - Charles Reade, scrittore e drammaturgo inglese († 1884)
- 10 giugno - Ludwig Redtenbacher, entomologo austriaco († 1876)
- 12 giugno - Adolphe Hanoteau, generale e linguista francese († 1897)
- 12 giugno - Zsigmond Kemény, politico e scrittore ungherese († 1875)
- 13 giugno - Pietro Michele Angelo Manini, patriota italiano († 1890)
- 14 giugno - Alexander John Ellis, matematico, fisico e filologo britannico († 1890)
- 14 giugno - Giorgio Pellizzari, anatomista italiano († 1894)
- 15 giugno - Pietro Lasagni, cardinale italiano († 1885)
- 16 giugno - Daniel Jaroslav Bórik, patriota e pastore protestante slovacco († 1899)
- 17 giugno - Anne Drummond Home, nobildonna scozzese († 1897)
- 21 giugno - Charles-Théodore Frère, pittore francese († 1888)
- 26 giugno - Gabriel Auguste Daubrée, geologo francese († 1896)
- 29 giugno - Piotr Semenenko, presbitero e teologo polacco († 1886)
- 30 giugno - Franz von Dingelstedt, poeta e giornalista tedesco († 1881)

## Luglio(24)
- 1º luglio - Emanuele Chiabrera Castelli, generale italiano († 1909)
- 1º luglio - John Early, gesuita e educatore irlandese († 1873)
- 1º luglio - Luisa Recalchi Grillenzoni, educatrice italiana († 1892)
- 2 luglio - Thérèse Wartel, pianista, compositrice e critica musicale francese († 1865)
- 3 luglio - José Sadoc Alemany y Conill, arcivescovo cattolico spagnolo († 1888)
- 3 luglio - Matilde di Hohenlohe-Öhringen, nobile tedesca († 1888)
- 4 luglio - Giambattista Collacchioni, politico italiano († 1895)
- 5 luglio - Jane Freshfield, scrittrice e alpinista inglese († 1901)
- 6 luglio - Alessandro d'Aste Ricci, ammiraglio e politico italiano († 1881)
- 9 luglio - Fausto Antonioli, pittore italiano († 1882)
- 10 luglio - Mariano Ricciardi, arcivescovo cattolico italiano († 1876)
- 14 luglio - John Henry Anderson, illusionista britannico († 1874)
- 14 luglio - Felix von Schumacher, generale svizzero († 1894)
- 15 luglio - Hermann Schacht, farmacista e botanico tedesco († 1864)
- 17 luglio - William Clayton, presbitero statunitense († 1879)
- 19 luglio - Samuel Colt, inventore e imprenditore statunitense († 1862)
- 19 luglio - Ludwig Karl Wilhelm von Gablenz, militare e politico austriaco († 1874)
- 21 luglio - George Dennis, diplomatico, esploratore e etruscologo britannico († 1898)
- 22 luglio - Giovanni Secondi, politico italiano († 1902)
- 24 luglio - Walter Copland Perry, storico e avvocato britannico († 1911)
- 24 luglio - Paolo Onorato Vigliani, magistrato e politico italiano († 1900)
- 27 luglio - Otto Gottlieb Mohnike, medico e naturalista tedesco († 1887)
- 29 luglio - Hermann Bonitz, filologo classico e filosofo tedesco († 1888)
- 30 luglio - Johann Georg Halske, imprenditore tedesco († 1890)

## Agosto(28)
- 1º agosto - Ivan Sergeevič Gagarin, presbitero, teologo e scrittore russo († 1882)
- 6 agosto - Filippo Oliva, politico italiano († 1868)
- 8 agosto - Marco Treves, architetto e ingegnere italiano († 1898)
- 8 agosto - Alexander Willem Michiel van Hasselt, medico, ufficiale e naturalista olandese († 1902)
- 10 agosto - Henri Nestlé, imprenditore tedesco († 1890)
- 10 agosto - John Clifford Pemberton, generale statunitense († 1881)
- 11 agosto - Edmond Modeste Lescarbault, medico e astronomo francese († 1894)
- 11 agosto - Ivan Mažuranić, poeta croato († 1890)
- 13 agosto - Anders Jonas Ångström, fisico svedese († 1874)
- 14 agosto - Andrea Rossi, patriota e militare italiano († 1898)
- 15 agosto - Cesare Campori, poeta e storico italiano († 1880)
- 17 agosto - Désiré Niel, politico francese († 1873)
- 18 agosto - Elena Montecchi Torti, poetessa e patriota italiana († 1868)
- 20 agosto - Raffaele Piria, chimico italiano († 1865)
- 21 agosto - Sansone D'Ancona, politico italiano († 1894)
- 21 agosto - Biagio Gioacchino Miraglia, psichiatra, poeta e patriota italiano († 1885)
- 23 agosto - James Roosevelt Bayley, arcivescovo cattolico statunitense († 1877)
- 24 agosto - Girolamo Napoleone Carlo Bonaparte, militare tedesco († 1847)
- 24 agosto - Pietro Quintini, militare italiano († 1865)
- 26 agosto - Pietro Acclavio, politico italiano († 1891)
- 26 agosto - Ignazio Prinetti, politico italiano († 1867)
- 26 agosto - Janez Puhar, fotografo e inventore sloveno († 1864)
- 27 agosto - Heinrich Ernst Schirmer, architetto tedesco († 1887)
- 28 agosto - Sheridan Le Fanu, scrittore irlandese († 1873)
- 28 agosto - Giacomo Molinari, architetto e astronomo italiano
- 28 agosto - Susanna Dalbiac, nobildonna inglese († 1895)
- 30 agosto - Pierre-Jules Cavelier, scultore francese († 1894)
- 30 agosto - Horace Maynard, politico statunitense († 1882)

## Settembre(22)
- 2 settembre - Ernst Curtius, storico, archeologo e insegnante tedesco († 1896)
- 2 settembre - Carlo Pietro Gallini, ingegnere e politico italiano († 1888)
- 3 settembre - James Joseph Sylvester, matematico britannico († 1897)
- 4 settembre - Giuseppe Pastori, imprenditore italiano († 1885)
- 7 settembre - William Butterfield, architetto britannico († 1900)
- 8 settembre - Charles Étienne Brasseur de Bourbourg, archeologo belga († 1874)
- 9 settembre - Élisabeth Eppinger, religiosa francese († 1867)
- 9 settembre - Royal E. House, inventore statunitense († 1895)
- 13 settembre - Nicolaas Beets, poeta e scrittore olandese († 1903)
- 13 settembre - Giovanni Battista Guttadauro di Reburdone, vescovo cattolico italiano († 1896)
- 14 settembre - Paolo Angelo Ballerini, patriarca cattolico italiano († 1897)
- 15 settembre - Ferdinand von Arnim, architetto e pittore tedesco († 1866)
- 16 settembre - Emilio Cipriani, medico e politico italiano († 1883)
- 17 settembre - Ferenc Pulszky, letterato e patriota ungherese († 1897)
- 20 settembre - Charles Gaillardot, botanico e medico francese († 1883)
- 20 settembre - George Murray, VI duca di Atholl, nobile scozzese († 1864)
- 22 settembre - Pierre Pélissier, poeta francese († 1863)
- 23 settembre - Henri de Castellane, politico francese († 1847)
- 26 settembre - Ernest Arrighi de Casanova, nobile e politico francese († 1888)
- 26 settembre - Frederick William Faber, teologo, scrittore e religioso britannico († 1863)
- 27 settembre - Daniel Kirkwood, astronomo e matematico statunitense († 1895)
- 29 settembre - Rasoherina, regina malgascia († 1868)

## Ottobre(24)
- 1º ottobre - Gathorne Gathorne-Hardy, I conte di Cranbrook, politico inglese († 1906)
- 2 ottobre - Louisa Thiers, supercentenaria statunitense († 1926)
- 3 ottobre - Hervé Faye, astronomo francese († 1902)
- 3 ottobre - Francesco Sabbia, vescovo cattolico italiano († 1893)
- 4 ottobre - Jean-François Millet, pittore francese († 1875)
- 5 ottobre - Francesco Restelli, politico, patriota e avvocato italiano († 1890)
- 5 ottobre - Giovanni Visone, politico e nobile italiano († 1893)
- 12 ottobre - Henri Tresca, ingegnere meccanico francese († 1885)
- 13 ottobre - Jules Quicherat, storico francese († 1882)
- 14 ottobre - Thomas Davis, scrittore, poeta e giornalista irlandese († 1845)
- 15 ottobre - Michail Jur'evič Lermontov, poeta, drammaturgo e scrittore russo († 1841)
- 16 ottobre - Hanns Bruno Geinitz, geologo e mineralogista tedesco († 1900)
- 19 ottobre - Theodōros Vryzakīs, pittore greco († 1878)
- 20 ottobre - Leone Savoja, architetto italiano († 1885)
- 22 ottobre - Auguste Clésinger, scultore e pittore francese († 1883)
- 23 ottobre - Federico di Schleswig-Holstein-Sonderburg-Glücksburg, sovrano tedesco († 1885)
- 24 ottobre - Eduard Baltzer, religioso, teologo e scrittore tedesco († 1887)
- 24 ottobre - Antonio Flamini Carradori, imprenditore e politico italiano († 1882)
- 24 ottobre - Rafael Carrera, generale e politico guatemalteco († 1865)
- 24 ottobre - Luigi Masi, militare, patriota e politico italiano († 1872)
- 25 ottobre - Luigi d'Orléans, generale francese († 1896)
- 27 ottobre - Henning von Bassewitz, politico tedesco († 1885)
- 29 ottobre - Claude Thomas Alexis Jordan, botanico francese († 1897)
- 31 ottobre - Catherine Herbert, nobildonna inglese († 1886)

## Novembre(18)
- 1º novembre - Franz Josef Ruprecht, botanico austriaco († 1870)
- 6 novembre - William Wells Brown, scrittore, commediografo e storico statunitense († 1884)
- 6 novembre - Adolphe Sax, inventore belga († 1894)
- 8 novembre - Gustav Hartlaub, medico e zoologo tedesco († 1900)
- 12 novembre - William Weathers, vescovo cattolico britannico († 1895)
- 13 novembre - Adulphe Delegorgue, naturalista francese († 1850)
- 13 novembre - Joseph Hooker, militare statunitense († 1879)
- 14 novembre - Edmund Bojanowski, filantropo polacco († 1871)
- 14 novembre - Albert Wolff, scultore tedesco († 1892)
- 17 novembre - François-Louis Français, pittore francese († 1897)
- 18 novembre - Giovanni Giacomo della Bona, vescovo cattolico italiano († 1885)
- 22 novembre - Gian Maria Pisano Marras, giurista e politico italiano
- 25 novembre - Alessandro Besana, politico italiano († 1897)
- 25 novembre - Julius Robert von Mayer, medico e fisico tedesco († 1878)
- 26 novembre - Louise Aston, scrittrice tedesca († 1871)
- 28 novembre - Bernard Janeček, militare ceco († 1887)
- 29 novembre - Giacinto de' Sivo, scrittore, storico e drammaturgo italiano († 1867)
- 30 novembre - Eugène Rouher, politico francese († 1884)

## Dicembre(23)
- 3 dicembre - Carlo Piacenza, pittore italiano († 1887)
- 4 dicembre - Pietro Balzar, baritono italiano
- 4 dicembre - Germano Sassaroli, patriota, educatore e poeta italiano († 1887)
- 6 dicembre - Gaetano Bettoni, politico e magistrato italiano († 1892)
- 10 dicembre - Gustave Cler, generale e scrittore francese († 1859)
- 10 dicembre - Giovanni Maria Teloni, religioso italiano
- 10 dicembre - Gian Paolo Tolomei, giurista e politico italiano († 1893)
- 13 dicembre - Livio Benintendi, politico italiano († 1896)
- 13 dicembre - Agostino Petitti Bagliani di Roreto, generale e politico italiano († 1890)
- 16 dicembre - Juan Prim, generale e politico spagnolo († 1870)
- 16 dicembre - Alfredo di Salm-Salm, principe e politico tedesco († 1886)
- 18 dicembre - Josephine Sophia White Griffing, attivista statunitense († 1872)
- 19 dicembre - Girolamo De Rada, scrittore, poeta e pubblicista italiano († 1903)
- 19 dicembre - Tomaso Morelli di Popolo, militare italiano († 1859)
- 19 dicembre - Edwin McMasters Stanton, politico statunitense († 1869)
- 19 dicembre - Maria Antonia di Borbone-Due Sicilie, principessa italiana († 1898)
- 21 dicembre - Tommaso Rinaldi, orafo italiano († 1877)
- 24 dicembre - Henry Brand, I visconte Hampden, politico inglese († 1892)
- 26 dicembre - Pericle Mazzoleni, politico e prefetto italiano († 1880)
- 27 dicembre - James Henry Carleton, generale statunitense († 1873)
- 27 dicembre - Jules Simon, politico francese († 1896)
- 28 dicembre - Charles-Louis Du Pin, militare francese († 1868)
- 28 dicembre - John Bennet Lawes, scienziato inglese († 1900)

## Senza giorno specificato(55)
- Sani ol molk, pittore, miniaturista e illustratore iraniano († 1866)
- Abd Allah II Al-Sabah, sovrano kuwaitiano († 1892)
- Giuseppe Allegri, fotografo italiano († 1887)
- Gioacchino Altobelli, pittore e fotografo italiano
- Pietro Boccheciampe, brigante francese
- Luigi Bosi, politico e militare italiano († 1890)
- Giuseppe Broggi, militare e patriota italiano († 1848)
- Antonio Candida Gonzaga, nobile e funzionario italiano († 1874)
- Mulraj Chopra, politico indiano († 1851)
- Thomas Louis Connolly, arcivescovo cattolico irlandese († 1876)
- Nicola Consoni, pittore italiano († 1884)
- Federico Crema, medico, patriota e politico italiano († 1884)
- Giusto da Urbino, missionario italiano († 1865)
- James Ambrose Cutting, fotografo statunitense († 1867)
- Deshalji II, principe indiano († 1860)
- Emil Dessewffy, patriota ungherese († 1866)
- Giovanni Campiglio, storico e romanziere italiano († 1854)
- Carl Hamppe, scacchista e diplomatico svizzero († 1876)
- Henry Hering, fotografo britannico († 1893)
- Antoni Iliński, politico e militare polacco († 1861)
- Jawahar Singh, indiano († 1845)
- Faustino Joli, pittore italiano († 1876)
- William Kennedy, esploratore canadese († 1890)
- Federico Lancetti, ebanista e intarsiatore italiano († 1899)
- Ignazio Lavagna Fieschi, pittore italiano († 1871)
- Giuseppe Levi, poeta, traduttore e pedagogo italiano († 1874)
- Giuseppe Lillo, compositore italiano († 1863)
- Alessandro Mantovani, pittore e decoratore italiano († 1892)
- Andrea Luigi Mazzini, politico italiano († 1849)
- Mehmed Esad Saffet Pascià, politico ottomano († 1883)
- Matei Millo, drammaturgo rumeno († 1897)
- Richard Moon, ingegnere britannico († 1899)
- Varvara Arkad'evna Nelidova, nobildonna russa († 1897)
- José Joaquín Ortiz, pedagogista colombiano († 1892)
- Gaetano Palazzotto, bibliografo italiano († 1859)
- Giacomo Pera, politico italiano († 1887)
- Madison S. Perry, politico statunitense († 1865)
- Luigi Pezzana, attore teatrale italiano († 1894)
- Giambattista Picone, giurista, politico e scrittore italiano († 1888)
- Sarah Louisa Forten Purvis, poetessa statunitense († 1884)
- Emanuele Ravot, avvocato e politico italiano († 1900)
- Joseph Richardson, flautista inglese († 1862)
- Ferdinando Rodriquez, medico e scrittore italiano († 1864)
- Stefano Ronchetti-Monteviti, compositore e patriota italiano († 1882)
- Teodolinda Sabaino Migliara, pittrice italiana († 1866)
- Mary Shaw, contralto inglese († 1876)
- Adolf Georg Soetbeer, economista tedesco († 1892)
- Giovanni Soster, storico italiano († 1893)
- Izrael Abraham Staffel, inventore polacco († 1884)
- Federico Travaglini, architetto e restauratore italiano († 1893)
- Dimitrios Valvis, politico greco († 1886)
- Samuel B. H. Vance, politico statunitense († 1890)
- Samuel Waugh, pittore statunitense († 1885)
- Johann Zacherl, inventore e imprenditore austriaco († 1888)
- Omero Zanucchi, patriota italiano († 1865)